# The Eye 2
Pour les articles homonymes, voir Eye.
Série
The Eye
(2002) The Eye 3 : L'Au-delà
(2005)
Pour plus de détails, voir Fiche technique et Distribution.
The Eye 2 : Renaissances ou L'oeil 2 au Québec (Gin gwai 2 (見鬼 2)) est un thriller d'horreur hongkongais-singapourien réalisé par Oxide Chun Pang et Danny Pang, sorti en 2004.

## Synopsis
Joey Cheng fait une tentative de suicide lorsque Sam, son amant, refuse de quitter son épouse pour elle. Sauvée in-extremis, la jeune femme découvre bientôt qu'elle est enceinte. D'étranges phénomènes commencent à survenir de plus en plus fréquemment : miroirs brisés, apparitions d'étranges personnes et en particulier une femme. Cherchant de l'aide auprès d'un bonze, Joey apprend que le fait d'avoir frôlé la mort et d'être enceinte ont ouvert une porte vers la dimension des spectres. Mais que veulent réellement ces fantômes qui la hantent ?

## Fiche technique
- Titre original : Gin gwai 2 (見鬼2)
- Titre français : The Eye 2 - Renaissances
- Titre québécois : L'oeil 2
- Réalisation : Oxide Chun Pang et Danny Pang
- Scénario : Yuet-Jan Hui, d'après une histoire de Yuet-Jan Hui et Lawrence Cheng
- Musique : Payont Permsith
- Direction artistique : Simon So
- Costumes : Steven Tsang
- Photographie : Decha Srimantra
- Son : Vachira Wongsarod, Suraprom Pinyosub
- Montage : Oxide Chun Pang et Danny Pang
- Production : Nonzee Nimibutr, Lawrence Cheng, Yuet-Jan Hui et Peter Ho-Sun Chan

Production déléguée :  Lawrence Cheng, Eric Tsang, Peter Ho-Sun Chan, Somsak Techaratanaprasert et Daniel Yun
- Sociétés de production[1] :
  - Hong Kong : Film Workshop et Applause Pictures Limited
  - Singapour : Mediacorp Raintree Pictures
- Sociétés de distribution :
  - Singapour : Mediacorp Raintree Pictures
  - France : Wild Side Films (DVD)
  - Canada : Maple Pictures (DVD)
- Budget : 2,3 millions de $ (estimation)[2]
- Pays d'origine :  Hong Kong,  Singapour
- Langues originales : cantonais, anglais, thaï, mandarin
- Format[3] : couleur - 35 mm - 1,85:1 (Panavision) - son Dolby Digital EX
- Genre : épouvante-horreur, thriller, fantastique
- Durée : 90 minutes
- Dates de sortie[4] :
  - Hong Kong, Singapour : 18 mars 2004
  - France : 27 janvier 2005 (Festival international du film fantastique de Gérardmer) ; 2 août 2005 (sortie directement en DVD)
- Classification[5] :
  -  Singapour : Convient à la plupart des enfants sous surveillance des parents. (PG - Parental Guidance).
  -  France : Interdit aux moins de 12 ans[Note 1].

## Distribution[6]
- Shu Qi : Joey Cheng, la jeune femme enceinte
- Jesadaporn Pholdee : Sam, l'amant de Joey
- Eugenia Yuan : Yuen Chi-Kei
- Philip Kwok : Le bonze
- May Phua : La policière
- Rayson Tan : Gynécologue
- Alan Tern : Policier
- San Yow : Policier 2

## Distinctions
Entre 2004 et 2006, The Eye 2 - Renaissances a été sélectionné 3 fois dans diverses catégories et n'a remporté aucune récompense,.

### Nominations
- Festival du film Golden Horse 2004 : Meilleure actrice dans un second rôle pour Eugenia Yuan.
- Festival international du film fantastique de Gérardmer 2005 : Avant-premières[8].
- Prix de la bande-annonce d'or 2006 : Bande-annonce étrangère la plus originale.